# Paolo Vannucci
Paolo Renato Vannucci (19. září 1913 Carrara, Italské království – 24. červen 1975 Carrara, Itálie) byl italský fotbalový brankář.
Za reprezentaci neodchytal žádné utkání, ale byl v nominaci na OH 1936, kde získal zlatou medaili.

## Úspěchy

### Reprezentační
- 1× na OH (1936 – zlato)